# Черанга (приток Суны)
Черанга — река в России, протекает в Карелии. 

## Общие сведения
Река берёт начало из озера Черанга.
Устье реки находится в 92 км по правому берегу реки Суны. Длина реки — 6 км, площадь водосборного бассейна — 274 км².

## Данные водного реестра
По данным государственного водного реестра России относится к Балтийскому бассейновому округу, водохозяйственный участок реки — Свирь (включая реки бассейна Онежского озера), речной подбассейн реки — Свирь (включая реки бассейна Онежского озера). Относится к речному бассейну реки Нева (включая бассейны рек Онежского и Ладожского озера).
Код объекта в государственном водном реестре — 01040100212102000015239.